# Funambule Montmartre
Pour les articles homonymes, voir Funambule (homonymie).
Le Funambule Montmartre est un théâtre parisien privé comportant 120 places, situé 53 rue des Saules dans le 18e arrondissement de Paris, en France.

## Historique
À l'origine un théâtre-restaurant-bar créé en 1988, le théâtre du Funambule est racheté en 2006 par deux jeunes acteurs, Julien Héteau et Sandra Everro. Désireux de développer une ligne de programmation axée sur la création contemporaine, ils décident de proposer aussi bien des comédies que des pièces plus littéraires, dans l'idée de toucher un vaste public.
En 2016, la salle est entièrement rénovée :  le plateau a été agrandi et de vrais sièges en estrade ont été installés. 
Le Funambule Montmartre est ouvert 7 jours sur 7 et offre également une programmation jeune public très appréciée.